# Torsten Wadman
Torsten Gerry Wadman, né le 30 juin 1947 à Fryksände, est un biathlète suédois.

## Biographie
Aux Championnats du monde 1974, il remporte la médaille de bronze au sprint, pour son seul podium international et premier médaillé suédois depuis Sven Agge en 1959.
Il compte également deux participations aux Jeux olympiques en 1972 (notamment cinquième du relais) et 1976.

## Palmarès

### Championnats du monde
- Championnats du monde 1974 à Minsk (Union soviétique) :
  -  Médaille de bronze au 10 km sprint.